# Vladimir Andreev
Pour les articles homonymes, voir Andreev.
Vladimir Gueorguevitch Andreev (en russe : Владимир Георгиевич Андреев), né le 14 juillet 1945 à Astrakhan, dans la RSFS de Russie, est un ancien joueur soviétique de basket-ball, évoluant au poste de pivot.

## Carrière

### Palmarès
- Finaliste des Jeux olympiques 1968
- Champion du monde championnat du monde 1967
- Médaille de bronze au championnat du monde 1970
- Champion d'Europe 1967
- Champion d'Europe 1969
- Champion d'Europe 1971